# Ballo Excelsior
Ballo Excelsior è un "gran ballo" mimico di Luigi Manzotti su musica di Romualdo Marenco, la cui prima avvenne al Teatro alla Scala di Milano l'11 gennaio 1881.

## Realizzazione
Realizzato secondo la formula del "ballo grande italiano" e denominato "azione coreografica, storica, allegorica, fantastica in 6 parti e 11 quadri", lo spettacolo è basato sull'idea, dominante nella società di fine Ottocento, del trionfo della scienza. All'allegoria della vittoria di Luce e Civiltà contro Oscurantismo, nemico del Progresso seguono quadri che esaltano le grandi opere e invenzioni di quel periodo: il battello a vapore inventato da Denis Papin, il piroscafo, la pila di Alessandro Volta, il telegrafo, la lampadina di Thomas Edison, il canale di Suez, il traforo del Moncenisio (detto così erroneamente poiché il traforo passa sotto il Punta del Fréjus.
L'errore di denominazione è dovuto al fatto che il traforo sostituiva la via molto più lunga e impervia, del passaggio sul Colle del Moncenisio). Durante il dispiegarsi dei grandi successi della Scienza, continua tuttavia la lotta fra Luce e il Genio delle Tenebre, che si risolve con Civiltà che alfine libera lo Schiavo dalle sue catene e l'irrinunciabile apoteosi finale.
In scena il dispiego di mezzi è imponente: composto da undici quadri, ricco di effetti speciali, si avvale di un corpo di ballo costituito da quattrocentocinquanta elementi.
Il Corriere della Sera scrive: È il paradiso, il trionfo dell'umanità incivilita, una festa del pensiero, ricco e splendido. Lo spettacolo è molto patriottico, tanto che pure la sala è piena di lampadine e bandiere tricolori; si vuole esaltare l'avvento di un mondo in cui regnano modernità e pace. L'incasso è straordinario per l'epoca: 6.000 lire, corrispondenti a circa 24.000 euro attuali. Lo spettacolo resta in cartellone per 103 serate consecutive.
Riguardo al simbolismo che pervade l'intero balletto, secondo Flavia Pappacena: "Il ballo prosegue la tradizione allegorica del Settecento. A partire dall'esaltazione della ragione, fino alla civiltà intesa come processo di elevazione culturale, i temi di fondo richiamano i principi massonici"(cit). Peraltro Romualdo Marenco era massone.

## Storia
Dopo Milano lo spettacolo delizia le platee di tutto il mondo: nel 1889 è all'Esposizione Universale di Parigi. Nel 1913 viene trasformato in un film per la regia di Luca Comerio, mentre una ricostruzione filmata sonora è tuttora visibile nell'episodio omonimo del film Altri tempi diretto nel 1952 da Alessandro Blasetti.
Nel 1913 Luca Comerio realizzò il film Excelsior su incarico del noto editore musicale Lorenzo Sonzogno che aveva fondato la società Musical-Films.
L'unico frammento di pellicola rimasto è stato oggetto di una fortunosa ricostruzione.
Per le riprese di questo film, Comerio poté contare sulla collaborazione di un altro grande pioniere della cinematografia italiana, Attilio Prevost, che realizzò un dispositivo foto-ottico in grado di consentire al direttore d’orchestra di andare in sincrono con la pellicola.
Un'altra ricostruzione del balletto è presente nello sceneggiato Cuore di Luigi Comencini (1984). La rappresentazione è importante nell'economia dello sceneggiato che sposta il periodo di svolgimento degli eventi di Cuore una ventina d anni dopo proprio per rappresentare la disillusione che il primo conflitto mondiale porta ai ragazzi che erano appunto cresciuti nell'ottimismo positivista di fine '800, ben rappresentato appunto dal Ballo Excelsior.
Sulle scene lo spettacolo permane fino allo scoppio della prima guerra mondiale, ma dal 1967 viene realizzata una nuova versione - ridotta nell'organico e modificata per essere modernizzata - nata in origine per il Maggio Fiorentino con la regia di Filippo Crivelli, la coreografia di Ugo Dell'Ara, le scene e i costumi di Giulio Coltellacci e la revisione-ricostruzione della partitura di Fiorenzo Carpi e Bruno Nicolai.
Nel 1983 e nel 1984 il Ballo Excelsior viene allestito, con grande successo di pubblico, all'Arena di Verona.
Sul finire del secolo è stato riproposto a Roma prima dall'Accademia Nazionale di Danza (estate 1997, con Fethon Miozzi e Fabio Grossi nei ruoli principali) e poi dal Teatro della Tosse (giugno 1999 al Teatro Eliseo).
Nel 1999 Flavia Pappacena ha ricostruito, dalla trascrizione originale di G. Cammarano (1883) del gran ballo Excelsior, “Il vincitore della regata” del terzo quadro “Il primo battello a vapore”.
Nel 2000 alla Scala di Milano è stato allestito per festeggiare l'arrivo del nuovo millennio con Roberto Bolle, Massimo Murru e Isabel Seabra e presentato poco dopo in tournée all'Opéra Garnier di Parigi.
Una versione per marionette realizzata dalla Compagnia Carlo Colla & Figli di Milano nel 1895 viene tuttora rappresentata dalla Carlo Colla & Figli, utilizzando parte dell'allestimento originale.